# 金沢医科大学
金沢医科大学（かなざわいかだいがく、英語: Kanazawa Medical University）は、石川県河北郡内灘町にある私立大学。学校法人金沢医科大学によって運営されている。

## 概観

### 大学全体
金沢市のベッドタウンである内灘町に設置された私立医科大学。金沢大学医学部出身の教授が多いが、最近は自校出身の教授も増えてきている。当初は歯学部の設置も予定され、「金沢医科歯科大学」の名前で設立準備がされていたが、認可が下りず医学部医学科のみの単科大学となった。
2007年度より附属看護専門学校を改組、昇格させ、看護学部看護学科が設立された。

### 建学の精神
1. 良医を育てる
2. 知識と技術をきわめる
3. 社会に貢献する

## 沿革
- 1972年（昭和47年）6月1日 - 開学[2]。
- 1973年（昭和48年）- 附属看護学校開校。
- 1974年（昭和49年）- 金沢医科大学病院開院、大学院医学研究科開設。
- 1987年（昭和62年）- 金沢医科大学病院別館増築。
- 1989年（平成元年）- 総合医学研究所開設。
- 1994年（平成6年）- 特定機能病院診療開始。
- 1995年（平成7年）- 英国医学協議会 (General Medical Council) 審査・承認。
- 1996年（平成8年）- 金沢医科大学統合情報ネットワーク（KMUnet) 運用開始。
- 1998年（平成10年）- ハイテクリサーチセンター開設。
- 2000年（平成12年）- 電子カルテシステム完全稼動。
- 2003年（平成15年）- 病院新館建設・開院、診療組織再編、大学院医学研究科改組、学生クラブハウス建設、大学基準協会正会員登録。
- 2004年（平成16年）- 医学部講座制再編。
- 2007年（平成19年）- 附属看護専門学校が、4年制の看護学部看護学科へ昇格。
- 2008年（平成20年）- 金沢医科大学を指定管理者として、金沢医科大学氷見市民病院の運営を開始。

## 象徴
校章は橘の葉と実を図案化したもの。由来は神仙伝巻九蘇仙公の故事による。エンブレムはヨーロッパ盾をデザインの基本とし、校章を中央に、その下に橘の葉、左肩に医業を象徴するケーリュケイオン、右肩に学問を意味する書物をあしらっている。上部にラテン語で「生命への畏敬」と記している。1991年に大学のシンボルマークとして制定された。
校歌は永守良治が作詞、岩河三郎が作曲した。

## 教育および研究

### 組織

#### 学部
- 医学部
  - 医学科
- 看護学部
  - 看護学科

#### 大学院
- 医学研究科（博士課程）
  - 生命医科学専攻

#### 附属施設

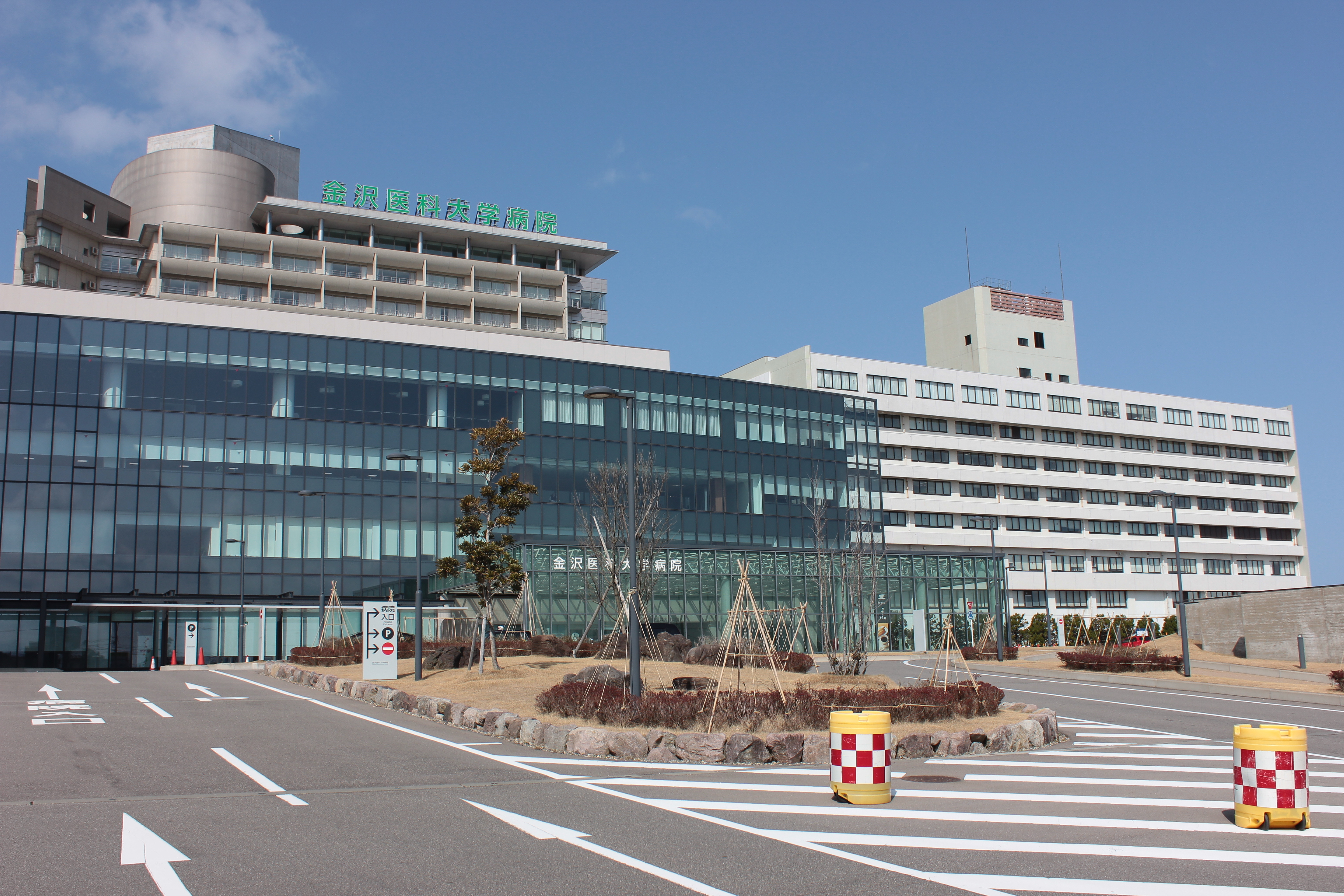
金沢医科大学病院
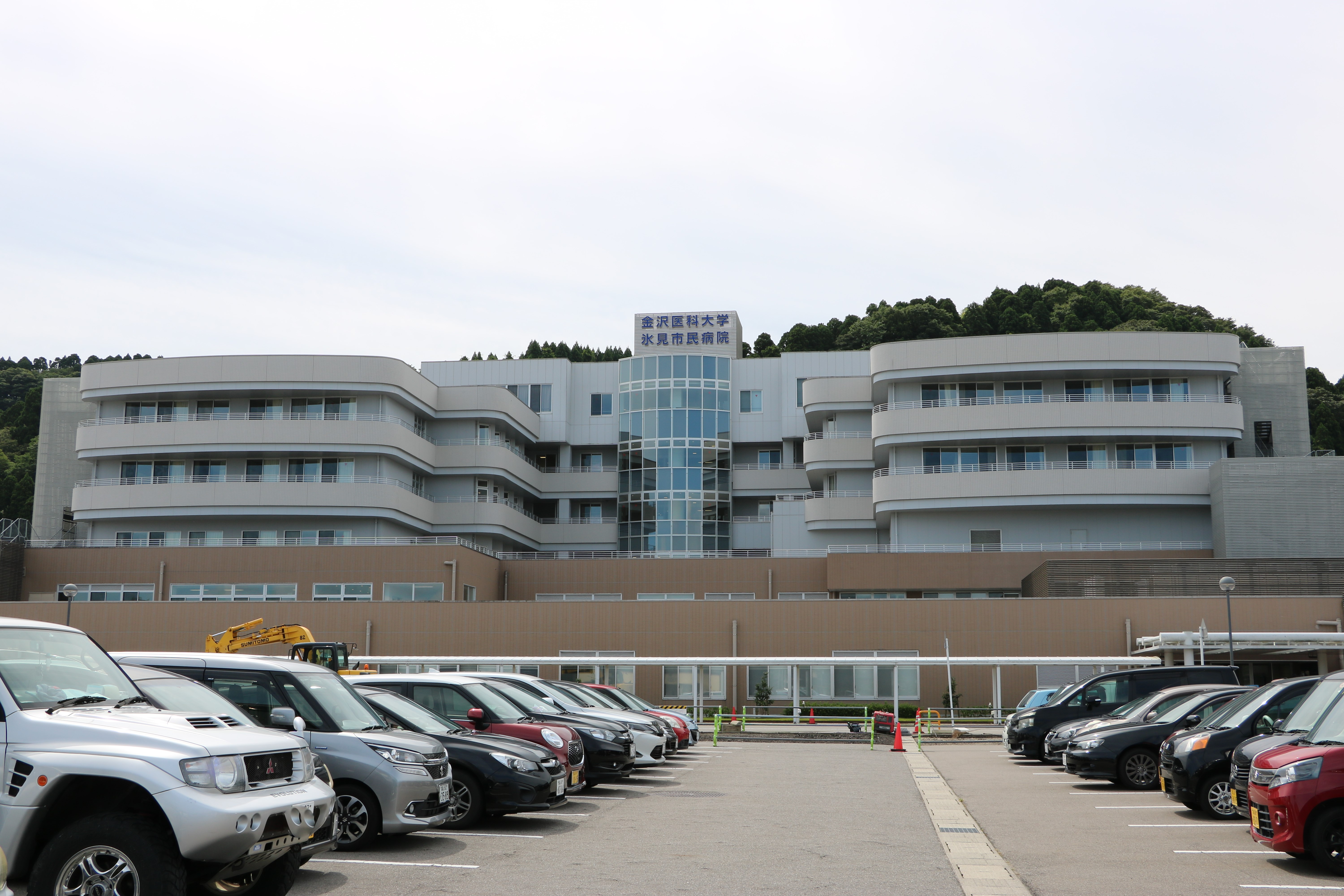
金沢医科大学氷見市民病院
- 能登北部地域医療研究所
- 総合医学研究所
- 研究推進センター
- クリニカルシミュレーションセンター
- 国際交流センター
- 図書館
- 出版局

- 金沢医科大学病院
- 金沢医科大学氷見市民病院

## 学生生活

### 部活動
金沢医科大学では、学友会、16の体育会、5つの文化会、10の同好会サークルが活動している。学友会で船・トラックを所有しており、学生の利用が可能となっている。立地上、海に隣接しているためヨット部などの活動も盛んである。また、付近に内灘町屋内温水プールがあるため、水泳部も盛んに活動している。

### 学園祭
大学祭は「内灘祭」と呼ばれ、学友会内灘祭実行委員会が企画・運営を行っている。

## 大学関係者と組織

### 大学関係者組織
- 北辰同窓会（医学部の同窓会）
- 看護同窓会（看護学部の同窓会）
- 北斗会（役員・職員などにより構成される、「会員相互の親睦と金沢医科大学を支援しその発展に寄与する」ことを目的とした会）
- 金沢医大後援会橘会（在校生・卒業生の保護者会）
- 後援協力会（金沢医科大学と取引関係にある業者により構成される会）

## 施設
- 本部棟・教養棟・看護学部棟・基礎研究棟・臨床研究棟
- 職員宿舎・看護師宿舎
- 旧看護専門学校
- 橘会館
- エネルギーセンター
- 学生食堂
- 図書館
- 病院本館・別館・新館・第2新館
- 球技用グランド・テニスコート・体育館・クラブハウス
- 福井銀行

## 対外関係

### 他大学との協定
- 大学コンソーシアム石川
- 放送大学[3]

### 海外協定校・機関
- 中国医科大学（中華人民共和国）
- 中日友好病院（中華人民共和国）
- 華中科技大学同済医学院（中華人民共和国）
- パラオ共和国保健省（パラオ）
- ハワイ大学（アメリカ合衆国）
- バーモント大学（アメリカ合衆国）
- テキサスA&M大学（アメリカ合衆国）

## 不祥事
- 2018年（平成30年）12月8日、医学部で不適切な入試を行っていたことを公表した[4]。
  - 一般入試の補欠合格者を決定する時に年齢を考慮し、AO入試では「北陸3県（石川・福井・富山）の高校出身者」「卒業生の子弟・子女」「現役・1浪の受験生」の項目を設け、同窓生の子は10点、石川の高校出身者には5点、富山、福井については3点、現役・一浪生には5点を加えていた[5][4][6][7]。項目は加算され、同窓生の子で石川県の高校出身かつ現役・１浪生は20点加算されていた[4][6][7]。編入学試験の書類審査でも受験生が北陸3県の高校出身者、25歳以下の受験生に加点、27歳以上の受験生は減点の調整をしていた[4][8]。
  - これを受け2020年（令和2年）2月5日、公益財団法人・大学基準協会は「入学者選抜の方法には明らかに問題がある」と判断し、問題発覚後に審査をやり直し2013年から17年度に「適合」としていた評価を変更し「不適合」にしたと発表した。大学が「不適合」の場合は、教育プログラムの開発に関する国の補助金を申請できなくなる[9]。